# Tom Strohbach
Tom Strohbach (ur. 27 maja 1992 w Schwerinie) – niemiecki siatkarz, grający na pozycji przyjmującego. Od sezonu 2019/2020 występuje w drużynie TSV Herrsching.

## Sukcesy klubowe
Mistrzostwo Niemiec:
- 2012

Puchar Niemiec:
- 2013

## Sukcesy reprezentacyjne
Igrzyska Europejskie:
- 2015[3]